# Heinrich Reinhardt (Philosoph)
Heinrich Reinhardt (* 14. März 1947 in Freising/Bayern) ist ein deutscher Philosoph und Priester. Er war von 1998 bis 2016 Inhaber der Professor für Philosophie und Philosophiegeschichte an der Theologischen Hochschule Chur.

## Leben
Nach der Volksschule von 1953 bis 1958, besuchte Heinrich Reinhardt das Freisinger Domgymnasium von 1958 bis 1967, wo er 1967 das Abitur ablegte.
Danach trat er 1967 in das Priesterseminar zu Freising ein und studierte ein Jahr an der Philosophisch-theologischen Hochschule Freising. Im Zuge der Einstellung der Freisinger PTH musste er an der Katholisch-Theologischen Fakultät der Ludwig-Maximilians-Universität München weiterstudieren. Nach dem Abschluss des Grundstudiums wechselte er an die Philosophische Fakultät, wo er Philosophie als Hauptfach auf Magister studierte.
Seit 1992 wohnt Reinhardt in Zizers in der Schweiz.

## Wissenschaftlicher Werdegang
Reinhardt wurde vom Priesterseminar zur Promotion beurlaubt und wurde 1972 an der Ludwig-Maximilians-Universität in Philosophie promoviert. Er war während des Promotionsstudiums Stipendiat der Studienstiftung des Deutschen Volkes.
Von 1972 bis 1974 war Reinhardt als wissenschaftlicher Assistent Redakteur des „Handbuch der Dogmengeschichte“ in Eichstätt. 1974 trat er wieder in das Priesterseminar München ein und studierte an der Universität München wieder Katholische Theologie, Philosophie und überdies noch Griechisch bei Uvo Hölscher. Er beschäftigte sich zu dieser Zeit intensiv mit der Philosophie der Renaissance, schrieb Bücher und Aufsätze zur Sprachphilosophie, u. a. ein Buch über Richard Wagner, so dass er einen Lehrauftrag für Philosophie der Renaissance an der Universität München erhielt. 1978 legt er das Diplom in Katholischer Theologie ab. Von 1978 bis 1980 machte er einen Forschungsaufenthalt im Collegio Teutonico in Rom, um seine Renaissanceforschungen fortzusetzen. Seit dieser Zeit arbeitete er am „Lexicon recentis Latinitatis“ mit.
Über Reinhardts Habilitationsschrift über Giovanni Pico della Mirandola urteilte Alexander Thumfart: "Die theologisch-systematische Interpretation Picoschen Denkens, wie Reinhardt sie vorlegt, ist - leider - nicht auf der Höhe der Zeit." Reinhardt berücksichtige nicht die neuesten Forschungen über Cusanus, die zeigten, dass Cusanus "eine neuzeitliche transzendentale Subjektphilosophie entwickelt" habe. Reinhardt widerspreche sich zudem, wenn er Pico einerseits als Thomist bezeichne (S. 218), andererseits wenige Seiten weiter schreibe: "Pico ist kein Thomist." (S. 237)
Von 1989 bis 1991 war Reinhardt als ständiger Gastprofessor für Systematische und Historische Philosophie und für lateinische Konversation am Internationalen Priesterseminar St. Petrus in Wigratzbad (Bayern). 1991 wurde er zum Studienleiter am propädeutischen Seminar für Churer Priesteramtskandidaten, "Lauretanum", in Zizers berufen. 
Nach seiner Weihe zum Priester 1992 für das Bistum Chur und der Habilitation an der Universität Regensburg nahm er von 1992 bis 1996 eine Lehrtätigkeit am „Lauretanum“ in sprachlich-kulturwissenschaftlichen Fächern wahr. Zugleich organisierte er den Studienbetrieb und begleitete die Studenten geistlich. Von 1993 bis 1995 vertrat er einen Lehrstuhlinhaber, von 1995 bis 1998 war er außerordentlicher, von 1998 bis zu seiner Emeritierung 2016 ordentlicher Professor für Philosophie und Philosophiegeschichte an der Theologischen Hochschule Chur.

## Veröffentlichungen (Auswahl)
- Die Sprachebenen Denken und Glauben. Erörtert am Beispiel der Heiligen. Verlag Bouvier, Bonn 1973, ISBN 3-416-00916-9.
- Integrale Sprachtheorie. Zur Aktualität der Sprachphilosophie von Novalis und Friedrich Schlegel. Verlag Uni-Druck, München 1976, ISBN 3-87821-138-4.
- Der Begriff Sprache. Dialoge zur Metaphysik der Sprache. Verlag Peter Lang, Frankfurt am Main/Bern/New York 1988, ISBN 3-8204-1271-9.
- Freiheit zu Gott. Der Grundgedanke des Systematikers Giovanni Pico della Mirandola (1463–1494). VCH, Weinheim 1989, ISBN 3-527-17669-1.
- Der Gott Heraklits. Academic Press Fribourg, Freiburg an der Ue. 2015, ISBN 978-3-7278-1747-2.